# VBTP-MR Guarani
O VBTP-MR Guarani (Viatura Blindada de Transporte de Pessoal Médio sobre Rodas - Guarani) é uma família de veículos militares blindados de combate, desenvolvida no Brasil pelo Departamento de Ciência e Tecnologia  do Exército Brasileiro,  que contratou a filial  brasileira da montadora italiana Iveco para sua produção. O Guarani possui uma versão 8x8 desenvolvida em paralelo, esse veículo é a base do Iveco SuperAV 8x8 e foi pensado como sucessor do tradicional veículo nacional EE-11 Urutu, sendo denominado inicialmente como Urutu-3.
O programa estratégico Guarani tem como objetivos substituir a infantaria motorizada pela infantaria mecanizada e modernizar a cavalaria mecanizada.
Em 2023, o governo da Ucrânia solicitou a compra de 450 blindados Guarani que seriam usados em missões humanitárias no contexto da Guerra Russo-Ucraniana. A venda, no entanto, foi vetada pelo Governo Lula (2023–presente).

## Desenvolvimento
Os estudos de concepção do que viria a ser o Guarani remontam ao final da década de 1990, ainda com nome de NFBR - Nova Família de Blindados sobre Rodas, posteriormente sendo apelidado de Urutu III. Em diversos documentos emitidos pelo Exército, eram discutidas as versões que integrariam sua família, que seriam nas configurações 6x6 com ao menos uma 8x8, falando-se também em uma 4x4 leve. Previa-se, para as versões 6x6 e 8x8, a utilização de canhões 90 mm e 105 mm.
Em 1999, o Exército Brasileiro emitiu um pedido (ROB # 09/99) para uma nova família de veículos blindados de combate com capacidade anfíbia , capaz de substituir os EE-9 Cascavel e EE-11 Urutu, desenvolvidos na década de 1970. A principal característica desta nova família é o design modular, permitindo a incorporação de diferentes torres, armas, sensores e sistemas de comunicações para o mesmo carro, incluindo uma versão de comunicações, uma versão ambulância e versões diferentes de apoio de fogo, armados com morteiros de grosso calibre e sistemas de armas.
O desenho conceitual do veículo foi apresentado na Inovatec 2007, em São Paulo. Em 12 de abril do mesmo ano, ocorreu uma reunião no Departamento de Ciência e Tecnologia (DCT), no Rio de Janeiro, para a solicitação formal às empresas Agrale, Avibras, EDAG, Fiat e IESA que elaborassem propostas financeiras. As empresas tiveram um prazo máximo de 80 dias para a entrega de informações e documentações necessárias à elaboração da proposta financeira, de onde sairia um vencedor com o objetivo de elaborar um protótipo de veículo blindado de transporte de tropas médio sobre rodas (VBTP-MSR).

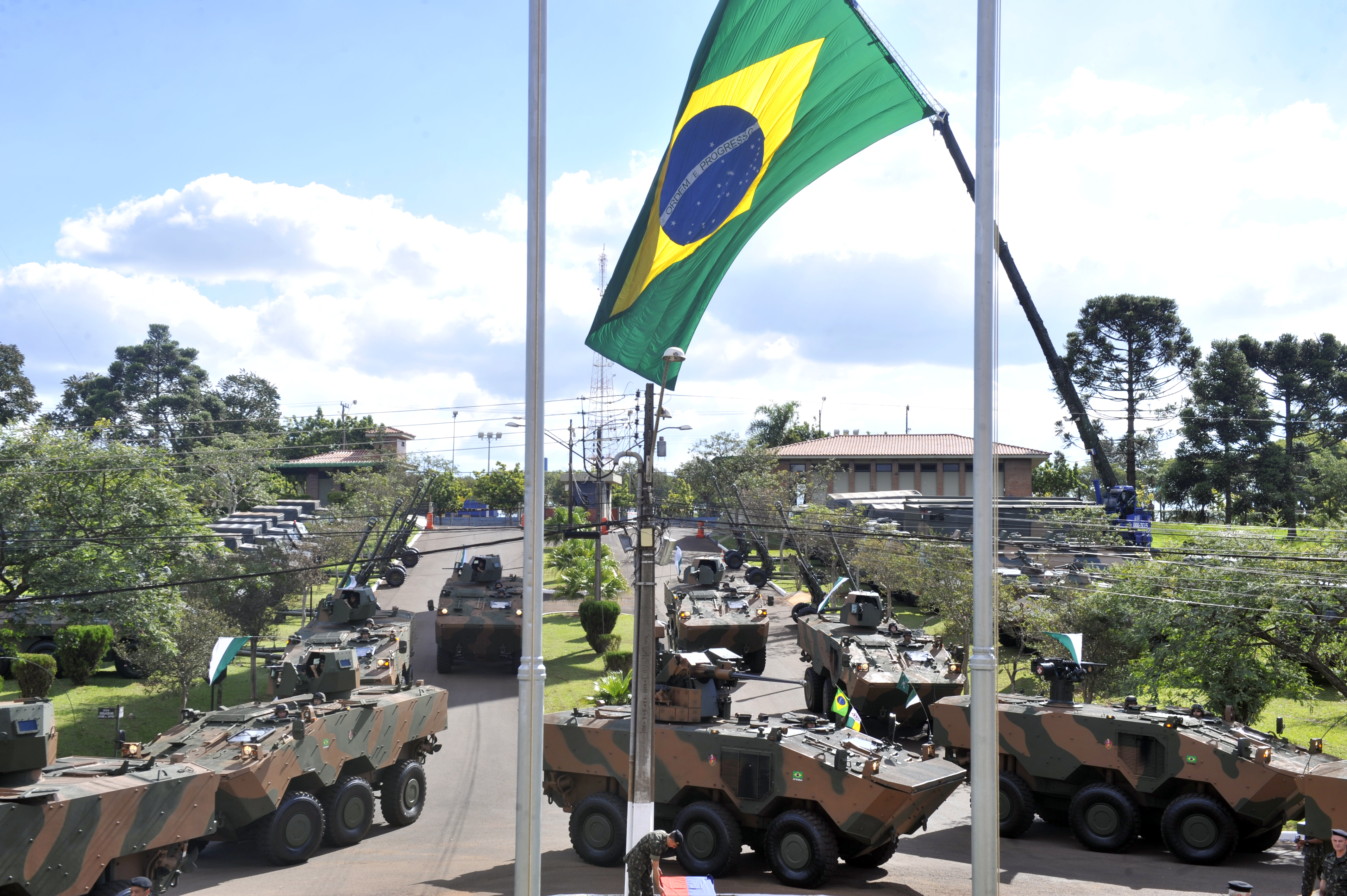
Entrega dos primeiros blindados no 33º Batalhão de Infantaria Mecanizado, em Cascavel.

Em 21 de dezembro, foi assinado em Brasília um acordo entre o Exército Brasileiro e a divisão da Fiat/Iveco no Brasil, para o início da construção de um protótipo. No dia 18 de dezembro de 2009, no Quartel-General do Exército, o General de Exército Fernando Sérgio Galvão, Chefe do Estado-Maior do Exército, e o Presidente da Iveco, Marco Mazzu, assinaram o contrato de produção do Projeto Viatura Blindada de Transporte de Pessoal - Médio sobre Rodas (VBTP-MSR), que prevê a fabricação no Brasil de 2.044 unidades, em um período de 20 anos.
Em 2011 o protótipo do carro foi apresentado na LAAD Latin American Aero & Defence, feira de Defesa, no Riocentro, Rio de Janeiro.
As primeiras unidades foram entregues em 24 de março de 2014, ao 33º Batalhão de Infantaria Mecanizado, de Cascavel, no Estado do Paraná.
Em setembro de 2014, foi entregue o veículo de número 100, ano que finalizou com 128 VBTP-MSR Guarani entregues, número de chegou a 400, em julho de 2019.

## Produção
A produção do Guarani é realizada na fábrica da Iveco em Sete Lagoas (MG), construída com investimento de R$ 55 milhões, gerando 200 empregos diretos e 1 400 indiretos. A expectativa é produzir 115 unidades por ano, mas tendo capacidade para 200. Possui cerca de 90% de componentes brasileiros.
O aço da blindagem é fabricado no Brasil pela Usiminas, no centro de pesquisa e desenvolvimento, mantido em Ipatinga para produzir aço balístico.

## Descrição

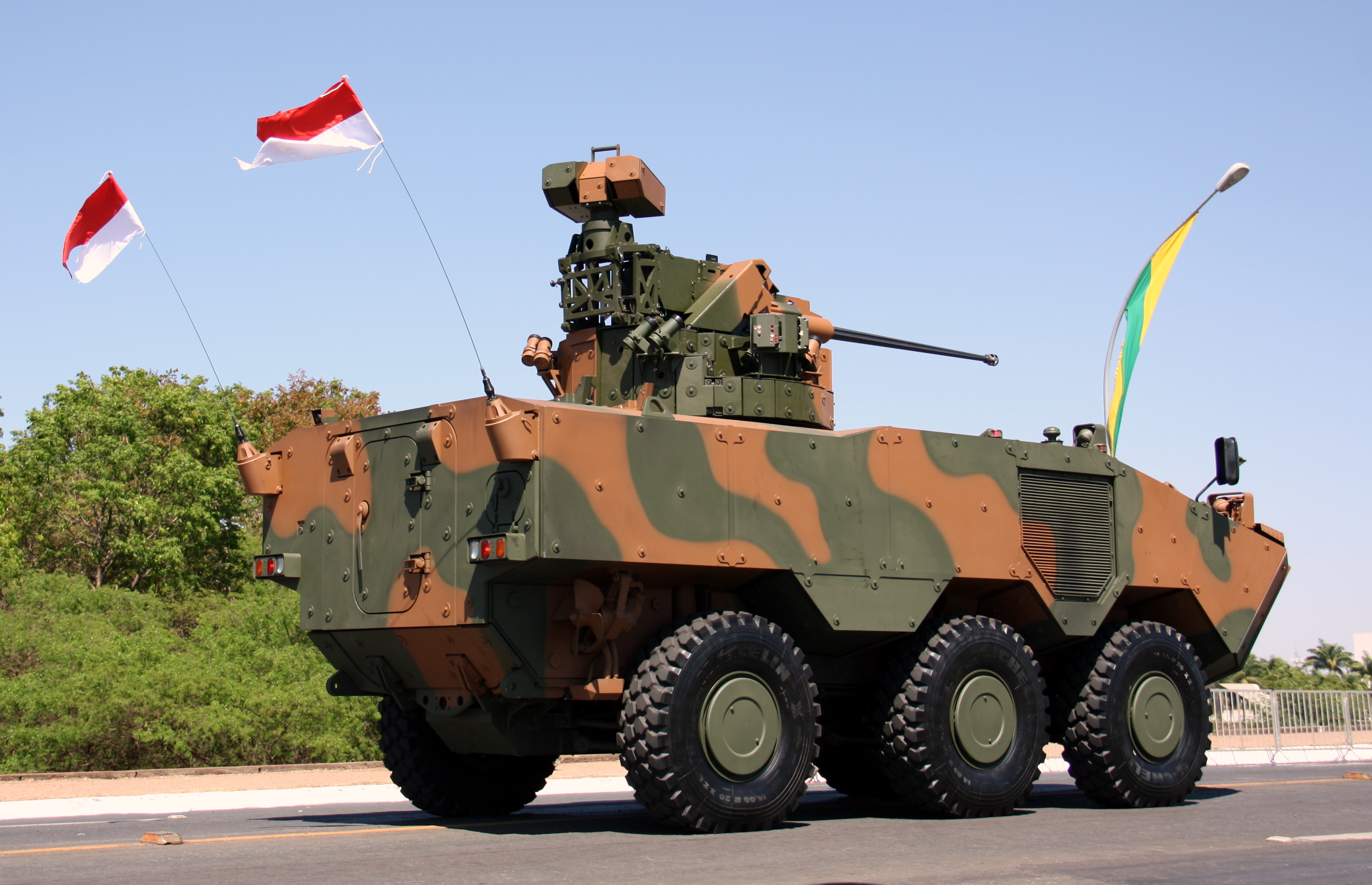
Vista traseira do blindado

O Guarani tem um chassi formado por duas longarinas na base do veículo, o qual abriga toda a suspensão, os elementos de transmissão com sua respectiva caixa e dois diferenciais, um dianteiro e outro traseiro. Sobre este conjunto foi montado a estrutura blindada do veículo, em forma de V capaz de resistir a minas de até 6 kg.
Com a finalidade de atender às exigências do Exército Brasileiro, e também em função dos custos, optou-se por incorporar ao projeto o maior número possível de componentes que já existissem no mercado automotivo de caminhões, como forma de baratear a manutenção e ao mesmo tempo manter um veículo moderno. Devido a isto, foram utilizados os elementos mecânicos da série TRAKKER, que é a linha de produção no Brasil para caminhões civis comercializados pela Iveco, sendo este o princípio do chassi pouco comum do Guarani.
Em sua configuração padrão, a versão 6x6 possui um motor FPT Industrial Cursor 9F2C de 383 cv, transmissão automática ZF Friedrichshafen 6HP602S, propulsão aquática Bosch Rexroth A2FM80, sistemas pneumáticos centrais Téléflow, sistema de proteção QBN (química, biológica e nuclear) Aero Sekur, sensor de fogo automático e supressão Martec, painel digital do motorista, sistema elétrico CANBUS tipo 24V, assentos com absorção de choque, câmeras de motorista da Orlaco Products, sistema de ar condicionado da Euroar, sistema de runflat Hutchinson, eixos motrizes Dana, e caixa de transferência e suspensão da Iveco. O sistema de comando e controle é composto por dois rádios Harris Falcon III com GPS integrado, um intercomunicador Thales SOTAS, um computador Geocontrol CTM1-EB e software GCB (Gerenciador do Campo de Batalha), desenvolvido pelo Centro de Desenvolvimento de Sistemas do Exército.

### Armamento
- Torre UT-30BR criada pela AEL Sistemas para canhão automático de 30mm ou
- REMAX (Reparo de Metralhadora automatizada X) para metralhadora de  7,62x51mm e 12,7x99mm NATO ou
- possivelmente um morteiro de 120 mm raiado, na versão porta-morteiros.
- possivelmente um canhão de 105 mm, na versão de reconhecimento.[19]
- possivelmente um canhão de 120 mm, na versão caça-tanques.

Na versão de Reconhecimento, deve-se usar um canhão 105 mm e tecnologias tais como: instrumentos de observação e busca de alvos tipo eletro-óptico e infravermelho (EO/IR), com transporte automatizado de alvos do comandante para o atirador (Hunter-killer), estabilização de armas e de instrumentos EO/IR e capacidade de engajar alvos tanto pelo atirador quanto pelo comandante. O interesse de usar um canhão 105 mm na versão 8x8 que deve substituir o EE-9 Cascavel (o qual usa o canhão 90 mm) veio após os testes do Exército sobre o italiano Centauro B1, em 2001, despertando, em alguns setores do Exército, o desejo de aprimorar o poder de fogo nos projetos futuros.
Na versão de combate de fuzileiros, deve-se usar sistemas de armas remotamente controlados, como canhões 30 mm (torre UT-30BR) e tecnologias tais como as da versão de Reconhecimento. Na versão de transporte de tropas, deve-se usar metralhadoras montadas sobre reparos não automatizados ou sistemas de metralhadoras remotamente controlados calibre 7,62x51mm NATO ou 12,7x99mm NATO(REMAX), além de tecnologias como instrumentos de observação e busca de alvos tipo EO/IR e estabilização de armas e de instrumentos EO/IR e estabilização de armas e de instrumentos EO/IR.

### Variantes

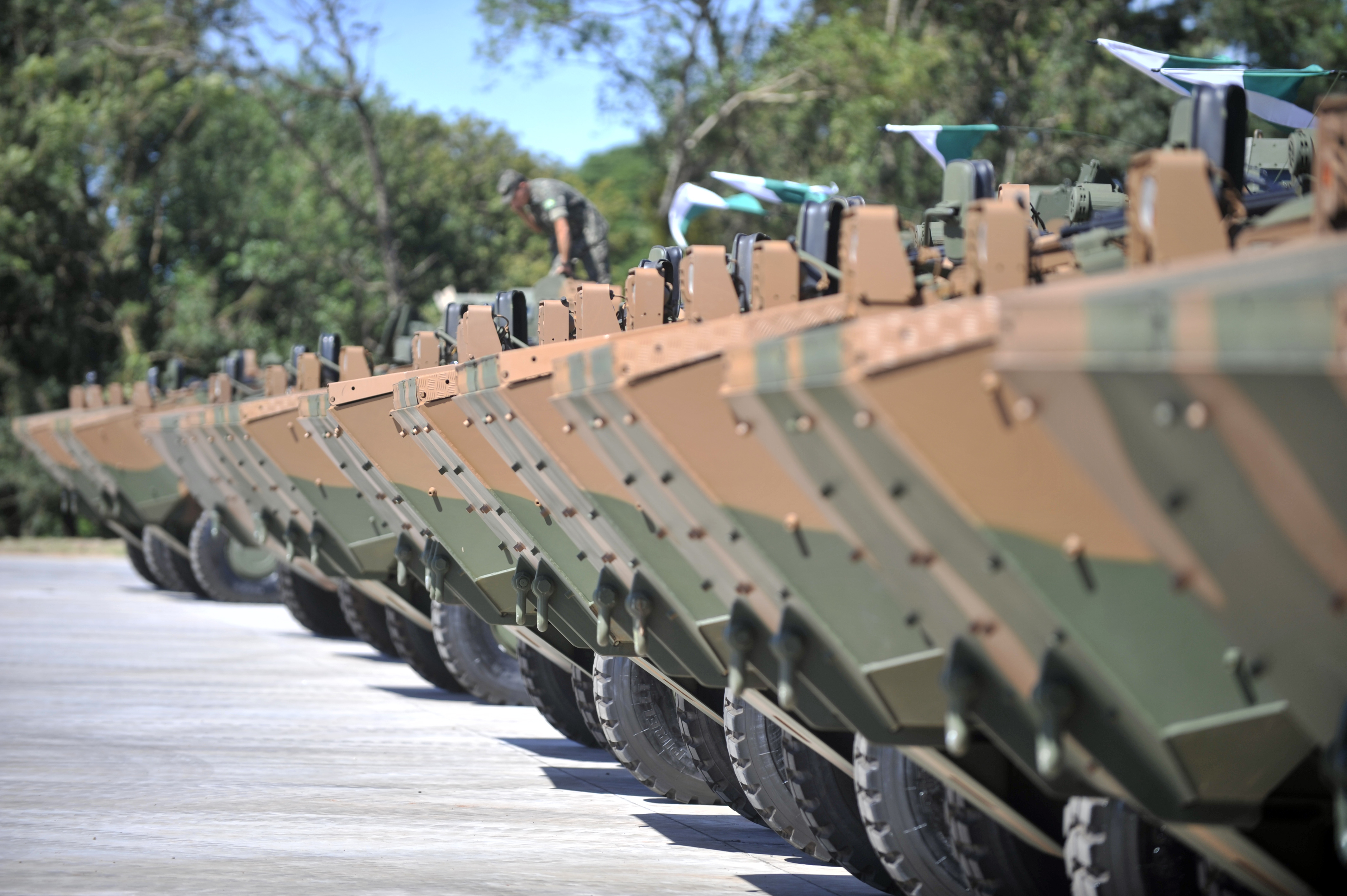
Primeiras unidades entregues

São previstas até dezessete versões do Guarani, que são:
1. Viatura Blindada de Transporte de Pessoal (VBTP)
2. Viatura Blindada de Combate de Fuzileiro (VBC Fuz)
3. Viatura Blindada de Reconhecimento (VBR)
4. Viatura Blindada de Combate Morteiro Médio (VBC Mrt Me)
5. Viatura Blindada de Combate Morteiro Pesado (VBC Mrt P)

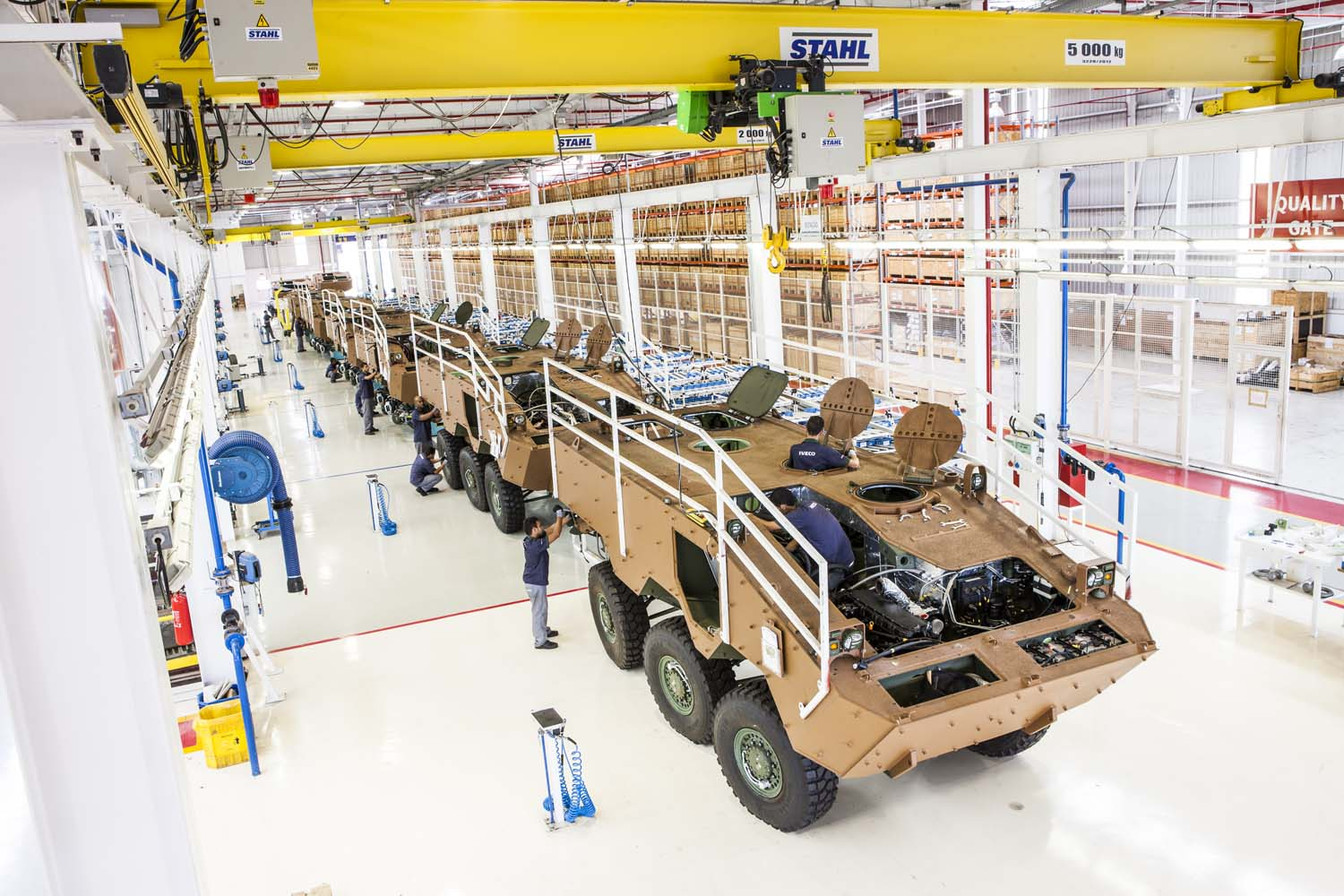
Linha de produção do Guarani

6. Viatura Blindada Especial de Central de Direção de Tiro (VBECDT)
7. Viatura Blindada Especial Posto de Comando (VBEPC)
8. Viatura Blindada Especial de Comunicações (VBE Com)
9. Viatura Blindada Especial Socorro (VBE Soc)
10. Linha de produção do GuaraniViatura Blindada Especial Oficina (VBE Ofn)
11. Viatura Blindada de Transporte Especializado Ambulância (VBTE Amb)
12. Viatura Blindada de Reconhecimento Leve (VBR L)
13. Viatura Blindada de Combate Anticarro - Leve de Rodas (VBC AC LR)
14. Viatura Blindada Especial Observador Avançado - Leve de Rodas (VBE OA LR)
15. Viatura Blindada de Combate Morteiro - Leve de Rodas (VBC Mrt LR)
16. Viatura Blindada Especial Radar - Leve de Rodas (VBE Rdr LR)
17. Viatura Blindada Especial Posto de Comando - Leve de Rodas (VBEPC LR)

## Operadores

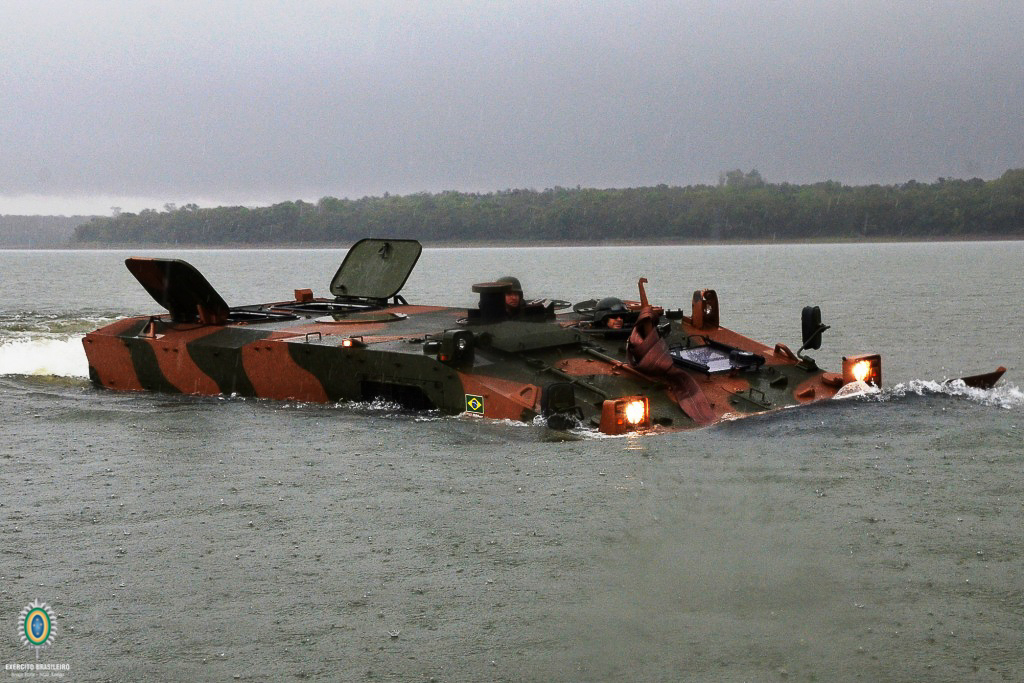
Guarani em operação anfíbia

- Brasil: Exército Brasileiro: 1 580 unidades em quatro lotes, no valor total de R$ 5 939 679 681,29.[1][21]
  - Lote 1: 275 unidades, por R$ 1 002 120 948,26, ao preço de R$ 3 644 076,17 por unidade.
  - Lote 2: 723 unidades, por R$ 2 634 667 074,88, ao preço de R$ 3 644 076,17 por unidade.
  - Lote 3: 547 unidades, por R$ 1 993 309 668,00, ao preço de R$ 3 644 076,17 por unidade.
  - Lote 4: 35 unidades, por R$ 134 347 790,81, ao preço de R$ 3 838 508,30 por unidade.

- Líbano: Exército Libanês: 10 unidades, no valor de €30 milhões, incluindo 25 veículos leve multifuncional (LMV, em inglês) chamado Lince, 5 veículos de proteção média (MPV, em inglês) e outros 40 veículos para a polícia libanesa.[22][23]

- Gana: 11 unidades equipadas com Remax, anunciadas em Julho/21.[24]

- Filipinas: 28 unidades, no valor total de US$ 47 milhões. Essa venda foi intermediada por Israel, que está vendendo um pacote maior de blindados e sistemas C2 para o Exército Filipino.[25] No total, o Exército emitiu proposta para 114 APCs, dos quais 28 unidades serão o Guarani selecionado. Existe a possibilidade de que os 86 APCs faltantes sejam um novo lote de VBTP Guarani. A negociação estava em curso desde 2020, e havia sido oficializada pelo governo Filipino em 2021.[26] Os primeiros 5 blindados do contrato chegaram ao país em fevereiro de 2024.[27]

### Operadores potenciais
- Argentina: Quantidade não revelada. Em outubro de 2020, o então ministro da defesa da Argentina, Fernando Azevedo, visitou a fábrica da IVECO e manifestou a possibilidade de aquisição de uma quantidade não revelada de veículos para o Exército Argentino.[28] No dia 4 de junho de 2021, seu sucessor, Agustín Rossi, declarou que a “A possibilidade de nosso Exército adquirir o mesmo veículo blindado Guarani que o Brasil possui e produz é um condimento geopoliticamente estratégico”.[29] Em junho do mesmo ano, um exemplar do blindado foi emprestado aos argentinos para testes de campo, por 30 dias.[30] Estima-se a compra de 180 veículos, por 300 milhões de dólares, podendo ser incluída na negociação a fabricação de partes do blindado na unidade da Iveco, em Córdoba, além de serviços pós-venda.[31][32]

- Malásia: Ciro Nappi informou que o Guarani participará de um concurso para substituir o Condor e o SIBMAS AFSV90 contra o K806, Anoa 2, LAVII e o FNSS Pars.[33]

Rio de Janeiro (RJ) – O Centro de Avaliações do Exército (CAEx) – “Campo de Provas da Marambaia/ 1948” realizou uma demonstração da Viatura Blindada de Transporte de Pessoal Médio sobre Rodas Guarani (VBTP-MSR 6X6 Guarani) para uma comitiva do Exército da Malásia.
A atividade foi conduzida pelo Chefe do CAEx, General de Brigada Alexandre Martins Castilho, e teve como objetivo demonstrar o desempenho da plataforma veicular e do sistema de armas da VBTP-MSR 6X6 Guarani equipada com estação REMAX, que integram o Programa Estratégico do Exército Guarani (PEE Guarani). A demonstração, que ocorreu na Seção de Testes (ST) do CAEx, contou com a presença de engenheiros e técnicos da Divisão de Avaliação de Material (DAM); de Engenheiros da Iveco Defence Vehicles, fabricante da viatura; da empresa ARES Aeroespacial e Defesa, fabricante da Estação REMAX; e de uma comitiva do Exército da Malásia e da Prima Elite Technology Sdn Bhd, empresa da área de defesa da Malásia.

### Vendas canceladas
- Ucrânia: Em junho de 2023, o Governo Federal, seguindo instruções do Presidente da República Lula da Silva, vetou a venda de 450 veículos para Ucrânia, que seriam supostamente usados em missões humanitárias.[34]

## Características
- Capacidade para transporte da guarnição e de um GC
- Proteção blindada de 30 mm para tiro de fuzil 7,62 mm M1 (ECD receber blindagem adicional)
- Peso máximo de até 25 Ton em condições de combate (podendo ser transportado pelo KC-390 ou C-130)
- Trem de rolamento 6x6, com possibilidade de ser 8x8 (duplo esterçamento)
- Autonomia de 600 km

## Similares
- Patria AMV 8x8
- Mowag Piranha
- Pandur II
- Véhicule de l'Avant Blindé (VAB)
- Pindad ANOA 6X6 APS